# 安西水丸
安西 水丸（あんざい みずまる、本名：渡辺 昇（わたなべ のぼる）、1942年7月22日 - 2014年3月19日）は、日本のイラストレーター、漫画家、エッセイスト、作家、絵本作家、風俗評論家。
日本スノードーム協会会長。

## 来歴
東京都港区赤坂生まれ。7人兄弟の末っ子で姉が5人いた。一番上の姉とは7つ離れている。生家は祖父の代から建築設計事務所を営んでいた。
1945年、重い喘息を患い、母の郷里である千葉県千倉町（現・南房総市）に移住。幼少期を千倉で暮らす。その頃の体験や思い出は、初期の漫画作品、エッセイ、小説など多くの作品に登場している。「千倉」は彼にとって重要なキーワードとなっており、すべての心象のルーツであるように描かれている。
1949年、千倉町立七浦小学校に入学。1961年、日本大学豊山高等学校卒業。日本大学藝術学部美術学科造形コースに入学。1965年、同大学を卒業。
電通にアートディレクターとして就職。1969年、同社を退社して渡米。現地でADアソシエイツ（N.Y.のデザインスタジオ）に就職。
1971年、帰国。平凡社のADとなり、そこで当時雑誌『太陽』の編集をしていた嵐山光三郎に誘われたのをきっかけに、デザイナーからイラストレーターへと転向。ペンネームの「安西」は、嵐山から「あ」がつく名前がいいと言われ、祖母の苗字「安西」から取った。また「水丸」は、子どもの頃から「水」という漢字が好きだったことから。
また、嵐山の紹介で、『ガロ』等で多数の漫画も発表していた。
1979年、「パレットクラブ」発足。メンバーは、ペーター佐藤、原田治、当時「ポパイ」のアートディレクターの新谷雅弘の4人。パレットクラブから派生した東京築地にあるイラストの学校「パレットクラブ・スクール」に於いては、講師にも就いている。※講師としては、東京築地のパレットスクールより京都のインターナショナル・アカデミーのイラスト教室が先である。メンバーはパレットクラブの4人で、ペーター佐藤は講師に就いていた当時に逝去。
1981年、安西水丸事務所を設立し、本格的にフリーのイラストレーターとなる。その後イラストレーターと平行して日藝の講師を1991年から2003年まで務める。
1987年3月、エッセイ集『青インクの東京地図』を刊行。以降、エッセイや小説、風俗体験記も発表する。小説の代表作に『メランコリー・ララバイ』『バードの妹』『アマリリス』など。
1989年、『キネマ旬報』に連載した「シネマ・ストリート」により、キネマ旬報読者賞を受賞する。
2005年、東京イラストレーターズ・ソサエティの理事長に就任。
2013年1月、個展「1984 〜 2013 vol.1 : MIZUMARU ANZAI ORIGINAL WORKS」と「1987 〜 2013 vol.2 : MIZUMARU ANZAI SILK SCREENS」をスペースユイにて開催。
2014年3月17日、神奈川県鎌倉市にて執筆中に倒れ、病院に搬送されて治療を受けていたが、3月19日の21時7分、脳出血のために死去した。71歳没。
同年8月19日、玄光社よりムック『イラストレーション緊急増刊 安西水丸 青空の下』が刊行される。
同年10月17日から11月20日まで、「安西水丸展」が銀座のクリエイションギャラリーG8で開かれる。

## エピソード
- 村上春樹とは彼がジャズ喫茶の経営者時代からの付き合いで、親交が深い。共著として『象工場のハッピーエンド』、『村上朝日堂』、『ランゲルハンス島の午後』、『夜のくもざる』などがある。村上のホームページをCD-ROMにした『夢のサーフシティー』（1998年）と『スメルジャコフ対織田信長家臣団』（2001年）では、二人の対談を聴くことができる[5]。

- 村上春樹の小説にたびたび登場する「渡辺昇」あるいは「ワタナベノボル」は、安西水丸の本名が元となっている[6][7]。

- スノードームのコレクターとしても知られる。「日本スノードーム協会」会長（事務局長：百瀬博教）であり、コレクションを本にしている。また、ブルーウィローの絵柄の陶器もコレクションしている。
- 自身をフェミニストと称したが、性風俗遊びを本にして出版したので、首を傾げる向きもある。

## 著書
- 『ピッキーとポッキー』（あらしやまこうざぶろう, あんざいみずまる、福音館書店） 1976.3
- 『安西水丸ビックリ漫画館』（ブロンズ社） 1977.5
- 『ふりかえりおじさん』（あんざいみずまる、コーキ出版） 1979.11
- 『ピッキーとポッキーのかいすいよく』（あらしやまこうざぶろう, あんざいみずまる、福音館書店） 1980.8
- 『ハナクロ探検隊』（けいせい出版） 1981.4
- 『バスにのりたかったおばけ』（あんざいみずまる、好学社） 1981.7
- 『東京エレジー』（青林堂） 1982.5
- 『普通の人』（JICC出版局） 1982.12 
  - 『平成版 普通の人』（南風社） 1993.4
  - 『完全版 普通の人』（クレヴィス） 2021.8
- 『食卓のプラネタリウム』（山本益博、安西水丸画、講談社） 1984.5
- 『のりものおばけのんのん』（矢玉四郎、安西水丸え、PHP研究所） 1984.9
- 『新日本漫遊記』（松木直也、安西水丸画、CBS・ソニー出版） 1984.11
- 『水玉全集』（小玉節郎、安西水丸絵、JICC出版局） 1985.3
- 『安西水丸vs.奥村靫正』（安西水丸, 奥村靫正共著、小学館） 1985.10
- 『東京こちょこちょ物語』（松木直也、安西水丸画、若林出版企画） 1985.10
- 『ぷーぷーぷー』（嵐山光三郎、安西水丸絵、あすなろ書房） 1986.10
- 『青インクの東京地図』（講談社） 1987.3
- 『青の時代』（青林堂） 1987.4
- 『がたんごとんがたんごとん』（福音館書店） 1987.6
- 『春はやて』（筑摩書房） 1987.12
- 『黄色チューリップ』（角川書店） 1988.6
- 『アマリリス』（新潮社） 1989.6
- 『青山の青空』（PHP研究所） 1989.8
- 『70パーセントの青空』（角川書店） 1989.10
- 『シネマ・ストリート』（キネマ旬報社） 1990.2
- 『Mysteric restaurant A to Z』（架空社） 1990.7
- 『朱色の島バリ』（稲越功一, 安西水丸、扶桑社） 1990.8
- 『冬の電車』（徳間書店） 1990.10
- 『手のひらのトークン』（新潮社） 1990.10
- 『リヴィングストンの指』（マガジンハウス） 1990.10
- 『エンピツ絵描きの一人旅』（新潮社） 1991.10
- 『十五歳のボート』（平凡社） 1992.3
- 『エンピツ画の風景』（日本文芸社） 1993.7
- 『シネマ・ストリート part2』（キネマ旬報社） 1993.9
- 『荒れた海辺』（新潮社） 1993.12
- 『草のなかの線路』（徳間書店） 1994.1
- 『ガラスのプロペラ』（誠文堂新光社） 1994.4
- 『空を見る』（PHP研究所） 1994.7
- 『町の誘惑』（安西水丸, 稲越功一、宝島社） 1994.9
- 『ぼくの映画あそび』（広済堂出版） 1995.3
- 『ストローハウスからの手紙』（毎日新聞社） 1995.5
- 『丘の上』（文藝春秋） 1995.11
- 『スノードーム』（安西水丸, 百瀬博教、日本スノードーム協会） 1996.2
- 『青山の青空 2』（清水書院） 1996.4
- 『普通の食事』（山本益博, 安西水丸、マガジンハウス） 1996.9
- 『アトランタの案山子、アラバマのワニ』（安西水丸文、小平尚典写真、小学館） 1996.8
- 『スケッチブックの一人旅』（JTB） 1997.11
- 『青山へかえる夜』（マガジンハウス） 1998.1
- 『カレーを食べに行こう』（安西水丸とカレーの地位向上委員会編、平凡社） 1998.3
- 『メランコリー・ララバイ』（日本放送出版協会） 1998.5
- 『夜の草を踏む』（光文社） 1998.7
- 『ぼくのいつか見た部屋』（KSS出版） 1998.8
- 『バードの妹』（平凡社） 1998.9
- 『たびたびの旅』 （フレーベル館） 1998.10
  - 『たびたびの旅』（田畑書店） 2022.7
- 『安西水丸の二本立て映画館』 前・後篇（朝日新聞社） 1998.11
- 『安西水丸が見た建設の世界』（安西水丸, 増田彰久、大成建設広報部） 1999.3
- 『三月の魚 岸田ますみ画集』（岸田ますみ画、安西水丸詩、新潮社） 1999.8
- 『ニッポン・あっちこっち』（家の光協会） 1999.11
- 『さるとかに 日本昔話』（蘭巴文、安西水丸絵、小学館） 2000.3
- 『4番目の美学』（心交社） 2000.6
- 『東京美女 2』（小沢忠恭写真、安西水丸文、モッツ出版） 2000.7
- 『おんなの仕種』（中央公論新社） 2001.3
- 『メロンが食べたい』（実業之日本社） 2001.10
- 『魚心なくとも水心』（ぴあ） 2002.3
- 『サボテンの花』（実業之日本社） 2002.6
- 『美味しいか恋しいか』（光文社） 2002.8
- 『No idea』（安西水丸, 和田誠、金の星社） 2002.10
- 『青豆とうふ』（安西水丸, 和田誠、講談社） 2003.9
- 『あげたおはなし』（中山千夏ぶん、安西水丸え、自由国民社） 2005.5
- 『彼はメンフィスで生まれた アメリカン・ジャーニー』（安西水丸文、小平尚典写真、阪急コミュニケーションズ） 2005.7
- 『クッキーのおべんとうやさん』（ポプラ社） 2005.7
- 『テーブルの上の犬や猫』（安西水丸, 和田誠、文藝春秋） 2005.7
- 『りんごりんごりんご・りんごりんごりんご』（主婦の友社） 2006.1
- 『クッキーのぼうしやさん』（ポプラ社） 2006.1
- 『おばけのアイスクリームやさん』（教育画劇） 2006.6
- 『大衆食堂へ行こう』（朝日新聞社） 2006.8
- 『はるのどきどきマジック! きむらゆういちのしかけクイズえほん』（きむらゆういち作、安西水丸絵、教育画劇） 2007.2
- 『おさるのケーキやさん』（教育画劇） 2007.6
- 『水丸劇場』（世界文化社） 2014.6
- 『ちいさな城下町』（文藝春秋） 2014.6、のち文春文庫 2016.11月
- 『イラストレーション緊急増刊 安西水丸 青空の下』（玄光社） 2014.8
- 『地球の細道』（エーディーエー・エディタ・トーキョー） 2014.8
- 『東京美女散歩』（講談社） 2015.3
- 『イラストレーター 安西水丸』（クレヴィス） 2016.6
- 『嵐山光三郎セレクション 安西水丸短篇集 - 左上の海』（中央公論新社） 2016.6
- 『鳥取が好きだ。 - 水丸の鳥取民芸案内』（河出書房） 2018.5
- 『青の時代』（クレヴィス） 2021.4
- 『一本の水平線 安西水丸の絵と言葉』（クレヴィス） 2022.8
- 『安西水丸 東京ハイキング』（淡交社） 2023.5
- 『安西水丸が遺した最後の抒情漫画集 陽だまり』（講談社ビーシー） 2023.8
- 『1フランの月』（小学館） 2024.3

### 村上春樹との共著
- 『象工場のハッピーエンド』（村上春樹文、安西水丸絵、CBS・ソニー出版） 1983.12
- 『村上朝日堂』（村上春樹, 安西水丸、若林出版企画） 1984.7
- 『村上朝日堂の逆襲』（村上春樹, 安西水丸、朝日新聞社） 1986.6
- 『ポストカード』（学生援護会） 1986.7

村上春樹の短編小説「中断されたスチーム・アイロンの把手」が収録されている。
- 『ランゲルハンス島の午後』（村上春樹文、安西水丸絵、光文社） 1986.11
- 『日出る国の工場』（村上春樹, 安西水丸、平凡社） 1987.4
- 『村上朝日堂はいほー!』（文化出版局） 1989.5
- 『夜のくもざる』（村上春樹, 安西水丸、平凡社） 1995.6
- 『うずまき猫のみつけかた』（村上春樹, 安西水丸、新潮社） 1996.5
- 『村上朝日堂はいかにして鍛えられたか』（村上春樹, 安西水丸、朝日新聞社） 1997.6
- 『ふわふわ』（村上春樹, 安西水丸、講談社） 1998.6
- 『CD-ROM版村上朝日堂 夢のサーフシティー』(村上春樹, 安西水丸、朝日新聞社） 1998.7
- 『CD-ROM版村上朝日堂 スメルジャコフ対織田信長家臣団』（村上春樹, 安西水丸、朝日新聞社） 2001.4
- 『少年カフカ』（村上春樹, 安西水丸、新潮社） 2003.6
- 『「これだけは、村上さんに言っておこう」と世間の人々が村上春樹にとりあえずぶっつける330の質問に果たして村上さんはちゃんと答えられるのか?』（村上春樹, 安西水丸、朝日新聞社） 2006.3
- 『「ひとつ、村上さんでやってみるか」と世間の人々が村上春樹にとりあえずぶっつける490の質問に果たして村上さんはちゃんと答えられるのか?』（村上春樹, 安西水丸、朝日新聞社） 2006.11
- 『村上かるた うさぎおいしーフランス人』（村上春樹, 安西水丸、文藝春秋） 2007.3
- 『午後の最後の芝生』（村上春樹, 安西水丸、スイッチ・パブリッシング） 2024.9 - 初期短篇を原画から新装復刊

## 翻訳
- 『ハリーズ・バー 世界でいちばん愛されている伝説的なバーの物語』（アリーゴ・チプリアーニ、にじゅうに） 1999.2
- 『真夏の航海』（トルーマン・カポーティ、ランダムハウス講談社） 2006.9